# Étienne II (évêque de Clermont)
Pour les articles homonymes, voir Étienne II.
Étienne II était un religieux de la fin du Haut Moyen Âge qui fut évêque de Clermont entre 942 et 984.

## Biographie
Étienne fut une des plus importantes personnalités aristocratiques et ecclésiastiques de l'Auvergne du Xe siècle. C'était le fils du vicomte de Clermont Robert Ier de Clermont et le frère de Robert II. Il a été abbé de Conques en Rouergue, avant de devenir évêque de Clermont. La date du début de son épiscopat est discutée et placée selon les auteurs entre 937 et 945 ; de même, la date de la fin est située entre 984 et 990.
Il consacre la nouvelle cathédrale de Clermont, dédiée à Notre-Dame, le 2 juin 946.
Il a participé à l'installation des moines clunisiens à Sauxillanges (au plus tard en 944) et a fondé les chapitres de Notre-Dame du Port à Clermont en 959 et de Saint-Germain-Lembron en 945. Il a pris une part décisive dans la pacification de l'Auvergne en s'opposant aux violences perpétrées par les chevaliers (milites), au cours des décennies qui précédèrent la Paix de Dieu.
Concernant la Paix de Dieu. En 927, Acfred, comte d’Auvergne, lègue ses biens à l’Église de Clermont, car il n'a pas d'héritier direct et souhaite avoir le salut de son âme mais cette donation est contestée après sa mort par des nobles locaux, qui usurpent une partie des terres. Étienne II, pour préserver les droits de l’Église, fait interpoler le testament d’Acfred pour renforcer la légitimité de la donation. En 951 Louis IV d’Outremer vient alors confirmer officiellement cette donation en régularisant la situation juridique par un diplôme royal : il reconnaît que les biens relèvent de la mémoire ducale et que l’Église en a une possession légale (possessio), tout en respectant la tutelle épiscopale (proprietas).
- Avant 944, Étienne II transforma une communauté canoniale (composée de chanoines, des clercs vivant selon une règle flexible) en une communauté monastique stricte à Sauxillanges. Cette réforme s'inscrivait dans le cadre du mouvement de réforme clunisienne, visant à renforcer la discipline et le rayonnement spirituel des communautés religieuses.
- Ce changement s’illustre dans les copies du testament du duc Acfred (927), qui mentionnait initialement une communauté de chanoines à Sauxillanges. Dans des révisions postérieures, les chanoines furent remplacés par des moines, reflétant la volonté d’Étienne II de légitimer cette transition.

### La fondation à Liziniacum (Lembron)
- Étienne II fonda en 945 une maison monastique au vicus de Liziniacum, dédiée aux églises Saint-Germain et Saint-Clément. Cependant, en 964, il transforma cette fondation en maison canoniale. Ce revirement montre l’adaptabilité de l’évêque face aux besoins locaux, à la fois spirituels et politiques.

Ces décisions témoignent des tensions entre les modèles religieux. Les moines représentaient une stricte obéissance à des règles monastiques, tandis que les chanoines, plus flexibles, étaient souvent mieux intégrés dans la vie locale et les besoins de la population
C’est au Xe siècle à Clermont qu’apparut la toute première statue d’une vierge en majesté. Vers 946, Etienne II, alors évêque, commanda à Alleaume, un clerc à la fois architecte, sculpteur et orfèvre, une statue reliquaire pour la Vierge. Cette statue est destinée à orner l’autel de la nouvelle cathédrale, est sans doute l’archétype des vierges romanes auvergnates. Cette statue reliquaire avait une tête en vermeil entourée de pierreries, son corps étant recouvert de plaques d’or, d’argent et de cuivre, la chaire rehaussée d’or et de pierres précieuses.
Entre mars et juin 961, Bégon devient évêque coadjuteur de Clermont, avant de succéder à Étienne une vingtaine d'années plus tard.